# Arroyo de Trofas
Arroyo de Trofas är ett vattendrag i Spanien.   Det ligger i provinsen Provincia de Madrid och regionen Madrid, i den centrala delen av landet, 10 km nordväst om huvudstaden Madrid.